# 谢圣明
谢圣明（1956年7月—），湖北松滋人，汉族，中华人民共和国政治人物、第十一届全国人民代表大会湖北地区代表。
毕业于华中师范大学文学专业、法学专业，是中共党员。担任红桃K娱乐集团股份有限公司董事局主席、总裁。2008年起担任全国人大代表。